# Бердянська вулиця (Київ)
Бердя́нська ву́лиця — вулиця у Шевченківському районі міста Києва, місцевість Сирець. Пролягає від початку забудови до Бердянського провулку.
Прилучається Ясногірська вулиця.

## Історія
Вулиця виникла у середині XX століття під назвою 888-ма Нова. Сучасну назву отримала у 1955 році на честь міста Бердянськ.